# Marius Ștefănescu
Marius Ștefănescu (n. 14 august 1998, Caracal, Olt, România) este un fotbalist român, care joacă pe post de atacant la FCSB în SuperLiga României. Pe plan internațional, are prezențe la națională pentru România.

## Cariera internațională
Ștefănescu a fost convocat pentru prima dată la naționala României de către antrenorul Edward Iordănescu pe 24 mai 2022, pentru primele patru meciuri din grupă cu Muntenegru, Bosnia și Herțegovina și Finlanda în UEFA Nations League.

## Statisticile carierei

### Club
La 15 aprilie 2023.
| Club                          | Sezon         | Campionat     | Campionat | Campionat | Cupă    | Cupă   | Continental | Continental | Alte    | Alte   | Total   | Total  |
| Club                          | Sezon         | Divizia       | Meciuri   | Goluri    | Meciuri | Goluri | Meciuri     | Goluri      | Meciuri | Goluri | Meciuri | Goluri |
| ----------------------------- | ------------- | ------------- | --------- | --------- | ------- | ------ | ----------- | ----------- | ------- | ------ | ------- | ------ |
| Sepsi OSK                     | 2019–20       | Liga I        | 28        | 3         | 6       | 0      | —           | —           | —       | —      | 34      | 3      |
| Sepsi OSK                     | 2020–21       | Liga I        | 31        | 0         | 1       | 0      | —           | —           | 1       | 0      | 33      | 0      |
| Sepsi OSK                     | 2021–22       | Liga I        | 35        | 8         | 5       | 4      | 2           | 0           | —       | —      | 42      | 12     |
| Sepsi OSK                     | 2022–23       | Liga I        | 25        | 4         | 4       | 0      | 1           | 1           | 1       | 0      | 31      | 5      |
| Sepsi OSK                     | Total         | Total         | 119       | 15        | 16      | 4      | 3           | 1           | 2       | 0      | 140     | 20     |
| KSE Târgu Secuiesc (împrumut) | 2017–18       | Liga a III-a  | 25        | 5         | 0       | 0      | —           | —           | —       | —      | 25      | 5      |
| KSE Târgu Secuiesc (împrumut) | 2018–19       | Liga a III-a  | 28        | 10        | 0       | 0      | —           | —           | —       | —      | 28      | 10     |
| KSE Târgu Secuiesc (împrumut) | Total         | Total         | 53        | 15        | 0       | 0      | —           | —           | —       | —      | 53      | 15     |
| Total carieră                 | Total carieră | Total carieră | 169       | 29        | 16      | 4      | 3           | 1           | 2       | 0      | 190     | 34     |

### Internațional
La 20 noiembrie 2022.
| Echipa națională | An    | Meciuri | Goluri |
| ---------------- | ----- | ------- | ------ |
| România          | 2022  | 2       | 0      |
| Total            | Total | 2       | 0      |

## Palmares
Sepsi OSK
- Cupa României: 2021–22, finalist: 2020–21
- Supercupa României : 2022

Individual
- Jucătorul lunii în România desemnat de Gazeta Sporturilor: mai 2022,[4] iunie 2022[5]